# Красні Горки (Псковська область)
Красні Горки (рос. Красные Горки) — присілок в Дєдовицькому районі Псковської області Російської Федерації.
Населення становить 422 особи. Входить до складу муніципального утворення В'язєвська волость.

## Історія
Від 2015 року входить до складу муніципального утворення В'язєвська волость.

## Населення
| 2001 | 2002 | 2010 |
| ---- | ---- | ---- |
| 513  | ↘457 | ↘422 |